# Amanita excelsa
Amanita excelsa là một loài nấm thuộc chi Amanita trong họ Amanitaceae. Loài này có thể được tìm thấy trong các cánh rừng rụng lá ở khu vực Bắc Mỹ, châu Á và châu Âu.